# Wheatland (Iowa)
Wheatland – miasto w Stanach Zjednoczonych, w stanie Iowa, w hrabstwie Clinton. Zgodnie ze spisem statystycznym z 2000 roku, miasto liczyło 772 mieszkańców.